# Mitrella regnardi
Mitrella regnardi is een slakkensoort uit de familie van de Columbellidae. De wetenschappelijke naam van de soort is voor het eerst geldig gepubliceerd in 1938 door Viader.